# Boulevard Luiz Severiano Ribeiro

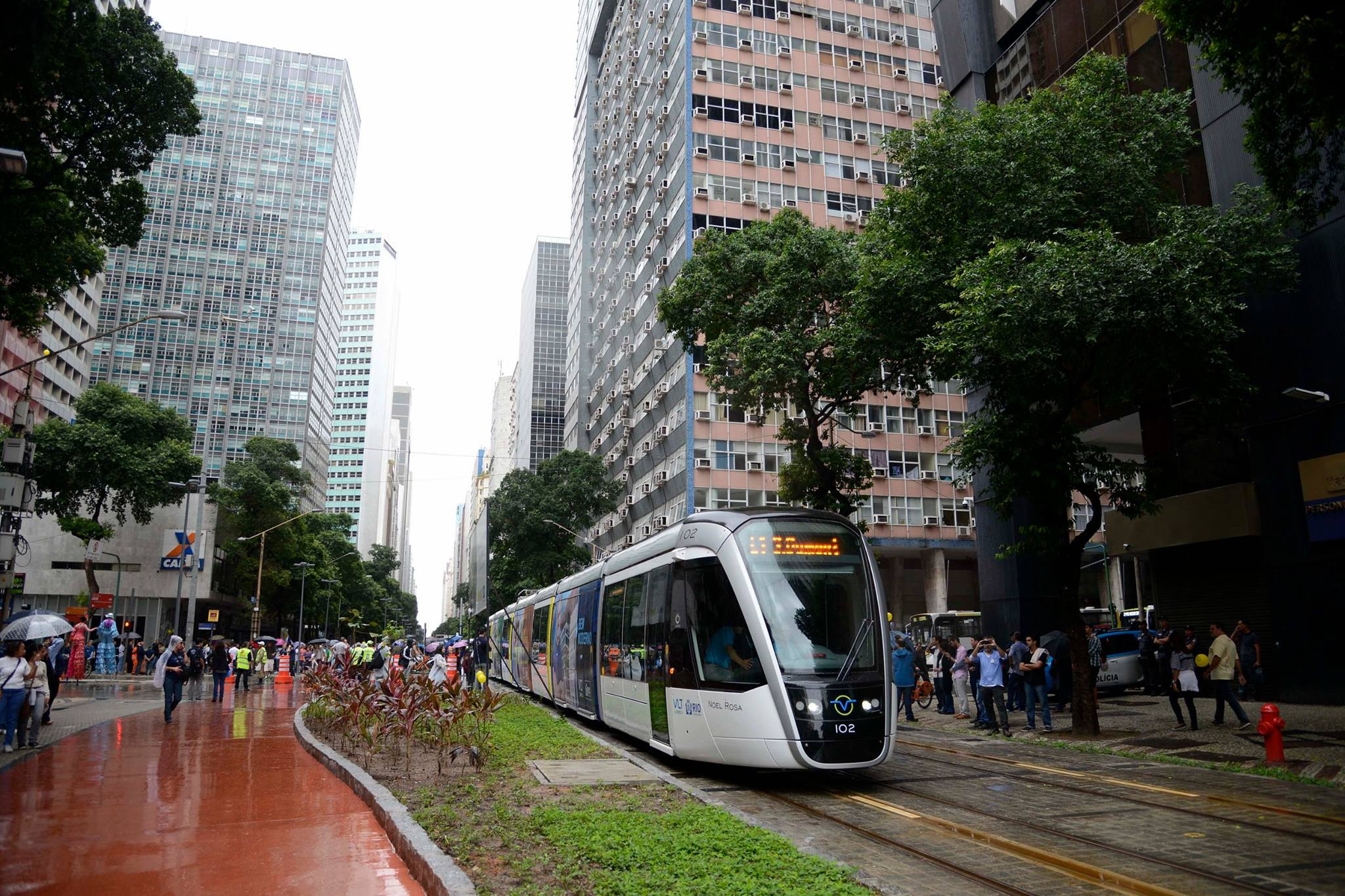
VLT Carioca em operação no passeio público.

O Boulevard Luiz Severiano Ribeiro, antes conhecido como Passeio Público da Avenida Rio Branco, é um calçadão situado no bairro do Centro, na Zona Central da cidade do Rio de Janeiro. Com cerca de 14,4 mil m² de área e 600 metros de extensão, o espaço público conta com 35 árvores, 1.620 m² em canteiros verdes, bicicletários, 70 bancos e iluminação renovada. É um espaço de circulação exclusivo para pedestres, ciclistas e composições do VLT Carioca, cercado de prédios históricos como os do Theatro Municipal, do Museu Nacional de Belas Artes e da Biblioteca Nacional.
Situado em um antigo trecho da Avenida Rio Branco, uma das principais vias públicas da cidade, o boulevard foi inaugurado no dia 5 de junho de 2016. Em janeiro de 2016, um trecho de 600 metros da Avenida Rio Branco foi fechado definitivamente para o trânsito de veículos para o início da implementação do boulevard. O passeio público foi feito no âmbito do Porto Maravilha, uma operação urbana que visa revitalizar a Zona Portuária do Rio de Janeiro.
O boulevard recebeu seu nome em homenagem a Luiz Severiano Ribeiro, uma figura importante para a história das salas de cinema no país. O nome foi dado por meio do Projeto de Lei nº 2.025/2016, de autoria do vereador Dr. João Ricardo.

## Pontos de interesse
Os seguintes pontos de interesse situam-se nas redondezas do Boulevard Luiz Severiano Ribeiro:
- Buraco do Lume
- Largo da Carioca
- Teatro Glauce Rocha
- Edifício Avenida Central
- Estação Carioca do Metrô do Rio de Janeiro
- Parada Carioca do VLT Carioca
- Theatro Municipal do Rio de Janeiro
- Museu Nacional de Belas Artes (MNBA)
- Biblioteca Nacional do Brasil
- Palácio Pedro Ernesto, sede da Câmara Municipal do Rio de Janeiro
- Estação Cinelândia do Metrô do Rio de Janeiro
- Centro Cultural Justiça Federal (CCJF)
- Parada Cinelândia do VLT Carioca
- Praça Mahatma Gandhi